# Wagiya FC
Wagiya Football Club – belizeński klub piłkarski grający obecnie w Premier League of Belize. Klub ma siedzibę w Dangriga. Swoje mecze rozgrywa na stadionie Carl Ramos Stadium, który może pomieścić 3.500 widzów.

## Trenerzy
- Pablo Cacho (2005)[1]
- Jorge Nunes (2006)[2]
- „Chilor” Wagner (2014)[3]
- Peter Jones (2017)[4]
- Dale Pelayo (2019)[5]
- Francis Flores (2019)[6]